# Bamako (Tiéfora)
Pour les articles homonymes, voir Bamako (homonymie).
Bamako est une commune rurale située dans le département de Tiéfora de la province de Comoé dans la région des Cascades au Burkina Faso.